# Alapítók napja (Vámpírnaplók)
A Alapítók napja (Founder's Day) a Vámpírnaplók című amerikai sorozat első évadjának befejező, huszonkettedik epizódja.

## Epizódismertető
Az alapítók napja végül elérkezett, és mindenki az utolsó pillanatban történő előkészületekkel van elfoglalva. Stefan kényelmetlenül érzi magát Damon új hozzáállása miatt Elenával szemben, de Elena jobban aggódik azért, hogy megjavítsa kapcsolatát Jeremyvel. Jeremy aggódik Anna miatt, de nem biztos, hogy szeretne részt venni a lány újabb tervében a jövőre nézve. Amíg Caroline az ünnep királynőjeként élvezi a napját, megpróbál segíteni Mattnek és Tylernek, hogy kibéküljenek,. Végül Damon és Alaric mindent megtesznek, hogy leállítsák Johnatan Gilbertet, aki azt azon ügyködik hogy az Alapítók napján káosz, rombolás, és halál legyen. Az alapítók napja halálossá válik. Stefan és Elena megmentik Damont az égő épületből, eközben Katherine megjelenik Elenáék házában, és később vérfürdőt csinál. Jeremy megissza Anna vérét, majd öngyilkos lesz. 

## Zenék
- Ellie Goulding – Every Time You Go
- Sia – You've Changed
- Lifehouse – It Is What It Is
- Anberlin – True Faith
- Stateless – Bloodstream